# Böyük Alatəmir
Böyük Alatəmir è un comune dell'Azerbaigian situato nel distretto di Qax. Conta una popolazione di 720 abitanti.